# Isabelle Gulldén
Isabelle Therese Gulldén (nascida em 29 de junho de 1989) é uma handebolista sueca.
Em 2015 e 2016, Isabelle foi eleita a melhor jogadora estrangeira da Liga Națională (Romênia). É sobrinha de Christer Gulldén, famoso lutador sueco de luta greco-romana.

## Carreira
Atua como zagueira central e joga pelo clube CSM București desde 2015.
Competiu pela Suécia e foi medalha de prata no Campeonato Europeu de Handebol Feminino de 2010 e bronze em 2014.

### Rio 2016
Integrou a seleção sueca feminina que terminou na sétima colocação no handebol dos Jogos Olímpicos de Verão de 2016, realizados no Rio de Janeiro, Brasil.